# Estação Carandiru
A Estação Carandiru é uma das estações da Linha 1–Azul do Metrô de São Paulo. Foi inaugurada no dia 26 de setembro de 1975.

## Localização
Localiza-se na Avenida Cruzeiro do Sul, 2487, no distrito de Santana, zona norte. Ao seu lado funcionou a Casa de Detenção de São Paulo, palco principal de inúmeras crises do sistema penitenciário paulista durante mais de vinte anos, desativada e implodida em 2002 para dar lugar ao Parque da Juventude. 
Até 1965 funcionou, praticamente no mesmo ponto, a Estação Areal do Tramway da Cantareira. Já outra antiga estação do Tramway, chamada "Carandiru", desativada no início dos anos 1960, ficava em ponto diferente, na Avenida Ataliba Leonel, atrás da penitenciária onde atualmente se encontra o Presídio da Polícia Cívil (PPC) de São Paulo.

## Características
Trata-se de uma estação elevada com estrutura em concreto aparente, cobertura pré-fabricada de concreto e duas plataformas laterais. Possui, além do acesso, dois bloqueios juntos a cada uma das plataformas, de forma que o passageiro que desembarca na estação não pode tomar o trem no sentido contrário sem pagar outra passagem.
Tem 6 880 metros quadrados de área construída e sua capacidade é de vinte mil passageiros por hora, no horário de pico.
Possui duas saídas, uma na calçada leste, outra na calçada oeste da mesma avenida. A saída para o lado leste possui acesso a portadores de deficiência física.

### Demanda média da estação
A média de entrada de passageiros nessa estação em 2013 foi de 15 000 passageiros por dia útil, sendo uma das menos movimentadas da Linha 1.